# Strage di Monaco di Baviera del 1980
La strage di Monaco di Baviera del 1980 è stato uno degli attacchi terroristici più gravi della storia tedesca.
In occasione dell'Oktoberfest di Monaco di Baviera, il 26 settembre 1980 Gundolf Köhler, un estremista di destra, fece scoppiare una bomba che uccise 13 persone e ne ferì più di 200. L'indagine ufficiale dichiarò che Köhler fu motivato da ragioni personali apolitiche e che ne fu l'unico autore.

## Storia
Alle 22:19 del 26 settembre 1980, un tubo bomba collocato in una pattumiera esplose nei pressi dell'Öffentliche Bedürfnisanstalt am Bavariaring. Si trattava di una bomba artigianale costituita da una granata da mortaio, svuotata e riempita in precedenza con 1,39 kg di TNT, il tutto nascosto in un estintore, anch'esso svuotato e riempito di chiodi e viti. L'esplosione uccise 13 persone e ne ferì 211, di cui 68 in modo grave. A diverse vittime dell'attentato sono state amputate entrambe le gambe, mentre altre sono rimaste gravemente invalide.
Nel 1982 l'indagine ufficiale, condotta congiuntamente dalla polizia criminale bavarese e dall'allora Generalbundesanwalt beim Bundesgerichtshof Kurt Rebmann, concluse che l'attacco era stato compiuto dal militante di estrema destra Gundolf Köhler, che morì nell'esplosione, e che si trattava di un atto isolato. Al momento dell'esplosione, Köhler si trovava accanto alla bomba e il suo corpo venne fatto a pezzi; solo il suo passaporto, ritrovato sulla scena, ha permesso di identificarlo.
Tuttavia, le stesse indagini furono viziate da diversi errori da parte della polizia e parecchi testimoni furono ignorati, tant'è che la tesi ufficiale fu aspramente criticata, e che giornalisti e storici hanno evidenziato nel corso degli anni le strette connessioni che Köhler aveva con le organizzazioni dell'estrema destra militante, in particolare con la Wehrsportgruppe Hoffmann, una milizia fascista guidata dall'estremista Karl-Heinz Hoffmann.
Tre mesi dopo la strage, un altro membro della Wehrsportgruppe uccise il rabbino di Erlangen, Shlomo Lewin, e sua moglie Frida Poeschke. Una nuova indagine durata dal 2014 al 2020 ha determinato che il motivo dell'autore era definitivamente politico, ma la questione delle altre persone coinvolte rimane irrisolta.
La strage diventò un argomento controverso durante le elezioni federali in Germania del 1980, quando il candidato alla cancelleria Franz Josef Strauß erroneamente incolpò la sinistra di essere stata responsabile dell'attacco. Mesi prima dell'attentato, il ministro dell'Interno Gerhard Baum (FDP) aveva vietato le attività del Wehrsportgruppe, il che alimentò le critiche a Strauß, il quale riteneva che il gruppo fosse innocuo.